# Doha Challenger 2005
Il Doha Challenger 2005 è stato un torneo di tennis facente parte della categoria ATP Challenger Series nell'ambito dell'ATP Challenger Series 2005. Il torneo si è giocato a Doha in Qatar dal 26 dicembre 2005 al 1º gennaio 2006 su campi in cemento.

## Vincitori

### Singolare
Olivier Patience ha battuto in finale  Julien Benneteau con il punteggio di 2–6, 6–4, 7–6(5)

### Doppio
Łukasz Kubot /  Oliver Marach hanno battuto in finale  Aleksej Kedrjuk /  Orest Tereščuk con il punteggio di 6–4, 6–1